# Jürgen Rhades
Jürgen Rhades (* 22. August 1926 in Penzin) ist ein deutscher maritimer Sachbuchautor, Herausgeber maritimer Literatur und ehemaliger Marineoffizier.
Rhades beschäftigte sich als Herausgeber der Jahrbücher der deutschen Marine und Chefredakteur der Zeitschrift Marine-Rundschau insbesondere mit dem Aufwuchs der deutschen Bundesmarine. Als Marineoffizier der Crew I/44 trat er im Jahr 1956 selbst in die Bundesmarine ein und wurde 1985 mit dem Dienstgrad Kapitän zur See pensioniert.

## Leben und Wirken
Rhades wurde 1926 in Penzin, Kreis Wismar, Mecklenburg, geboren. Nach Ableistung des Reichsarbeitsdienstes im Jahr 1943 trat er im Januar 1944 als Offizieranwärter (Crew I/44) in die Kriegsmarine ein.
Bis zum Ende des Zweiten Weltkriegs absolvierte er die Grundausbildung auf dem Dänholm in Stralsund, das Bordpraktikum als Seekadett auf dem Zerstörer Z 28 und den Fähnrichslehrgang an der Marineschule Mürwik in Flensburg. Anfang Februar 1945 wurde er zur Fahnenjunkerausbildung an eine Kriegsschule des Heeres versetzt. Das Kriegsende erlebte er als Fahnenjunkerfeldwebel in einer Kampfgruppe des Heeres im Raum Pilsen (Tschechoslowakei).
Nach der Entlassung aus amerikanischer Kriegsgefangenschaft studierte Rhades an den Universitäten Rostock und München Philosophie, Germanistik, Geschichte und Publizistik. Er schloss sein Studium im Jahr 1955 am Institut für Kommunikationswissenschaft und Medienforschung der Universität München mit der Promotion zum Doktor der Philosophie ab. Seine Dissertationsschrift bestand aus einem zeitungswissenschaftlichen Vergleich zu dem Thema Von der nationalsozialistischen »Filmkunst-Betrachtung« zur Filmkritik der Gegenwart, dargestellt an Beispielen aus der Bayerischen Presse.
Nach der journalistischen Tätigkeit trat Rhades bei Neuaufstellung der Bundeswehr im Jahr 1956 als Fähnrich zur See in die Bundesmarine ein. Es folgte die Offiziersausbildung, an deren Ende Rhades die Leutnantsprüfung ablegte. Er wurde anschließend als Wachoffizier auf Hafenschutz- und Minensuchbooten eingesetzt. Er diente als Artillerie- und Schiffswaffenoffizier auf dem Zerstörer 1 der Fletcher-Klasse. Stabsverwendungen führten ihn in den Führungsstab der Marine im Bundesministerium der Verteidigung (BMVg, Fü M I 3, Öffentlichkeitsarbeit).
In den Jahren von 1965 bis 1967 nahm er am Admiralstabslehrgang an der Führungsakademie der Bundeswehr in Hamburg (7. AStO) teil. Danach wurde er zurück in das BMVg versetzt, wo er Projektoffizier für das DDG-Programm (Ankauf moderner Lenkwaffenzerstörer aus den Vereinigten Staaten) wurde. Von 1970 bis 1972 war er Erster Offizier auf dem Schulschiff Deutschland. Danach wurde ihm im Führungsstab der Streitkräfte (Fü S) das Sachgebiet „Grundsätze der Ausbildung“ übertragen. Von 1979 bis zu seiner Pensionierung im Jahr 1985 war er Gruppenleiter im Marineunterstützungskommando.
Im Jahr 1986 übernahm Rhades von Jürgen Rohwer die Chefredaktion der monatlich erscheinenden Fachzeitschrift Marine-Rundschau, die mit dem Heft 6/1989 eingestellt wurde. Von 1965 bis 1970 war er Mitherausgeber, von 1971 bis 1993 Herausgeber des Jahrbuchs der (deutschen) Marine. Er verfasste als Autor u. a. ein Werk über das Schulschiff Deutschland und schrieb Beiträge, Vorworte und Einführungen zu anderen Werken der maritimen Literatur, wie Weyers Flottentaschenbuch.

## Schriften (Auswahl)
- Jürgen Rhades: Die deutsche Marine in Vergangenheit und Gegenwart. Köhler, Herford 1967.
- Jürgen Rhades: Schulschiff Deutschland. Bernhard & Graefe, Koblenz 1987, ISBN 3-7637-5221-8. DNB 880434600
- Jahrbuch der deutschen Marine (Herausgeber)
  - Egbert Thomer, Jürgen Rhades (Hrsg.): Jahrbuch der deutschen Marine. 10 Jahre Bundesmarine. Nr. 1. Carl Schünemann Verlag, Bremen 1965.
  - Egbert Thomer, Jürgen Rhades (Hrsg.): Jahrbuch der deutschen Marine. Nr. 2. Carl Schünemann Verlag, Bremen 1966.
  - Egbert Thomer, Jürgen Rhades (Hrsg.): Jahrbuch der deutschen Marine 1968. Nr. 3. Carl Schünemann Verlag, Bremen 1967.
  - Egbert Thomer, Jürgen Rhades (Hrsg.): Jahrbuch der deutschen Marine. Nr. 4. Carl Schünemann Verlag, Bremen 1968.
  - Egbert Thomer, Jürgen Rhades (Hrsg.): Jahrbuch der deutschen Marine. Nr. 5. Carl Schünemann Verlag, Bremen 1969.
  - Egbert Thomer, Jürgen Rhades (Hrsg.): Jahrbuch der deutschen Marine. Nr. 6. Carl Schünemann Verlag, Bremen 1970, ISBN 3-7961-4274-5.
  - Jürgen Rhades (Hrsg.): Jahrbuch der deutschen Marine. Nr. 7. Carl Schünemann Verlag, Bremen 1971.
  - Jürgen Rhades (Hrsg.): Jahrbuch der deutschen Marine. Nr. 8. Carl Schünemann Verlag, Bremen 1972, ISBN 3-7961-4297-4.
  - Jürgen Rhades (Hrsg.): Jahrbuch der deutschen Marine. Nr. 9. Carl Schünemann Verlag, Bremen 1973, ISBN 3-7961-4307-5.
  - Jürgen Rhades (Hrsg.): Jahrbuch der deutschen Marine. Nr. 10. Carl Schünemann Verlag, Bremen 1974, ISBN 3-7961-4323-7.
  - Jürgen Rhades (Hrsg.): Jahrbuch der deutschen Marine. Nr. 11. Carl Schünemann Verlag, Bremen 1975.
  - Jürgen Rhades (Hrsg.): Jahrbuch der Marine. Nr. 12. Wehr & Wissen, Koblenz/Bonn 1976, ISBN 3-8033-0257-9.
  - Jürgen Rhades (Hrsg.): Jahrbuch der Marine. Nr. 13. Wehr & Wissen, Koblenz/Bonn 1978, ISBN 3-8033-0275-7.
  - Jürgen Rhades (Hrsg.): Jahrbuch der Marine. Nr. 14. Wehr & Wissen, Koblenz/Bonn 1980, ISBN 3-8033-0289-7.
  - Jürgen Rhades (Hrsg.): Jahrbuch der Marine. Nr. 15. Bernard & Graefe Verlag, München 1981, ISBN 3-7637-5233-1.
  - Jürgen Rhades (Hrsg.): Jahrbuch der Marine. Nr. 16. Bernard & Graefe Verlag, München 1982, ISBN 3-7637-4700-1.
  - Jürgen Rhades (Hrsg.): Jahrbuch der Marine. Nr. 17. Bernard & Graefe Verlag, Bonn 1991, ISBN 3-7637-4702-8.
  - Jürgen Rhades (Hrsg.): Jahrbuch der Marine. Nr. 18. Bernard & Graefe Verlag, Bonn 1993, ISBN 3-7637-4703-6.
- Einführung zu: Alexander Bredt, Gerhard Albrecht: Weyers Flottentaschenbuch. Warships of the World. Nr. 61. Bernard & Graefe, München 1991, ISBN 3-7637-4506-8.
- Jürgen Rhades: Von der nationalsozialistischen »Filmkunst-Betrachtung« zur Filmkritik der Gegenwart, dargestellt an Beispielen aus der Bayerischen Presse. München 1955 (Dissertation). DNB 480161011